# Strada Slovenia
Strada Slovenia (in sloveno Slovenska cesta) è la strada principale di Lubiana, la capitale della Slovenia.

## Storia
Prima dell'indipendenza della Slovenia la strada era chiamata strada Tito (Titova cesta). Nel secondo dopoguerra la strada venne ampliata a quattro corsie, in segno dello sviluppo commerciale, ma nel 2012 si studiò una riorganizzazione del traffico. Venne aperto un bando pubblico al quale vi parteciparono quattro aziende le quali alla fine realizzarono un progetto unico ispirandosi alle principali città europee. Dal 2015 fu garantito l'accesso ai soli mezzi pubblici ed il rifacimento di parte della pavimentazione stradale, riducendo così l'inquinamento nella zona del 70%. 

## Descrizione
Situata nel distretto Centro il suo percorso è rimasto invariato fin dai tempi dell'insediamento romano di Emona.
È la strada principale della città, formata da un lungo rettilineo che procede da sud verso nord, ricca di negozi, centri commerciali, uffici e palazzi, molti in stile neorinascimentali, ma anche in stile moderno come ad esempio il grattacielo Neboticnik.  È sede di moltissimi degli eventi che si svolgono nella città come la maratona di Lubiana e la gara ciclistica annuale 

## Trasporti
La maggior parte delle linee di autobus urbani transitano per la strada, ciò consente ai passeggeri di accedere alla maggior parte degli insediamenti della città. 

## Galleria d'immagini

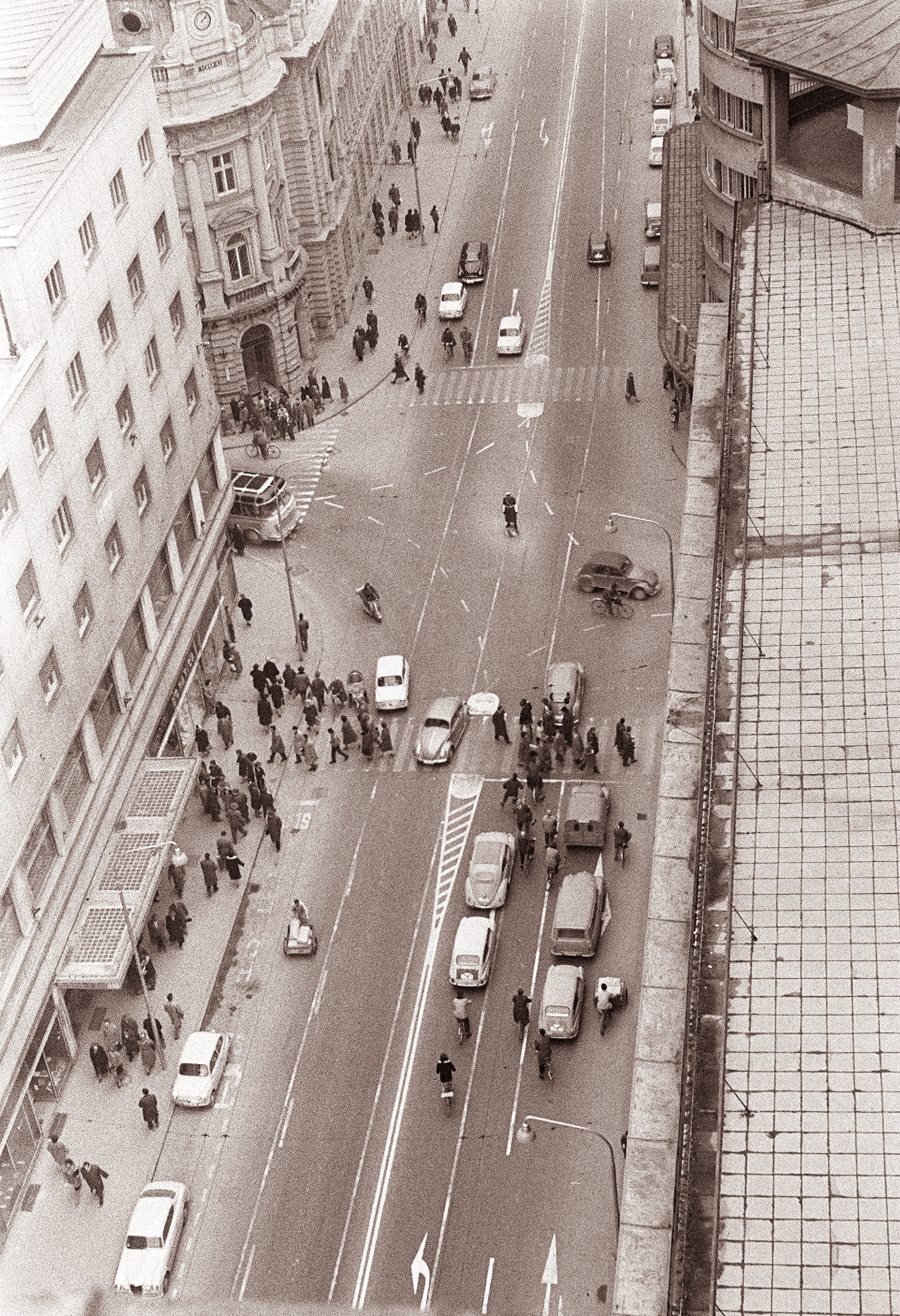
Strada Tito nel 1961
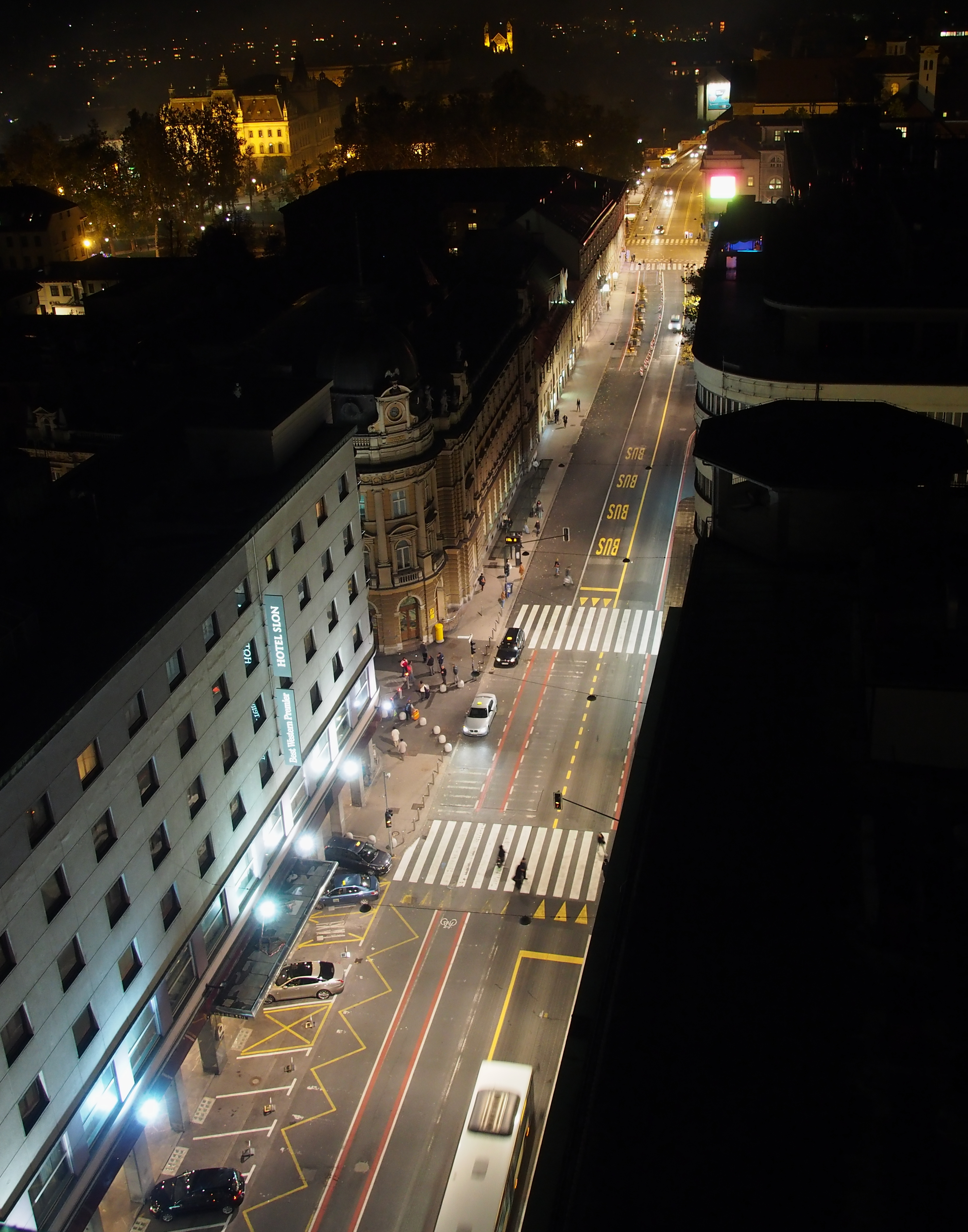
Strada Slovenia di sera